# 热布登道尔吉
热布登道尔吉（1932年—2015年6月14日）蒙古族，内蒙古伊克昭盟（今鄂尔多斯市）乌审旗乌审召人，乌审召第五世活佛。

## 生平
热布登道尔吉3岁成为乌审召的格根（活佛）。他师从劳布生伊西。后来，他主持乌审召的法事，还兼任伊克昭盟佛教协会会长。伊克昭盟改为鄂尔多斯市之后，他继续担任鄂尔多斯市佛教协会第一届会长。
从1960年代开始，乌审召镇的生态环境严重恶化，处于荒漠化威胁中。乌审召镇的牧民们展开了大规模治沙。1985年起，热布登道尔吉率乌审召喇嘛在乌审召周围种树。此后每年他都率乌审召喇嘛集体树种种草，治理沙漠。2002年春，热布登道尔吉在乌审召镇西南承包了300余公顷荒沙，率乌审召喇嘛在此种树。
2012年7月6日，内蒙古自治区鄂尔多斯市佛教协会第二次代表会议在鄂尔多斯市举行。会议选举鄂托克旗珠日和庙住持洛桑次成为第二届鄂尔多斯市佛教协会会长，第一届鄂尔多斯市佛教协会会长热布登道尔吉改任鄂尔多斯市佛教协会名誉会长。
2015年6月14日上午11时32分，在乌审召庙圆寂，享年84岁。